# 蘭道夫·羅斯
蘭道夫·羅斯（英語：Randolph Ross，2001年1月1日—），美國田徑運動員，他代表美國隊參加了日本舉行的2020年夏季奧林匹克運動會，並且在男子4×400米接力比賽上獲得金牌。